# Diane Sousa da Silva
Diane Sousa da Silva Lima (Mundo Novo, 1986) é curadora de arte, escritora e pesquisadora brasileira. 
Ela se destaca como uma voz importante na arte afro-brasileira contemporânea, criando novos caminhos para além das tradicionais narrativas eurocêntricas que informam diversas produções artísticas. Diane busca elevar vozes historicamente oprimidas por meio das artes visuais, cinema, música, teatro, dança e literatura. Reconhecendo o trabalho curatorial como um poderoso meio de divulgação da arte, ela ressignifica espaços artísticos como locais de resistência contra a invisibilização sistemática das vozes negras.

## Infância
Diane Sousa da Silva Lima nasceu no ano de 1986, em Mundo Novo, Bahia. A sua mãe, Danúsia, teve grande influência na formação de ideias sobre o feminismo e o movimento negro.

## Educação
Diane obteve seu diploma de bacharel no ano 2008 em Salvador, formando-se em comunicação social. Durante esse tempo, ela se dedicou ao trabalho curatorial. Em o 2017, ela obteve o título de mestre em Comunicação e Semiótica pela Pontifícia Universidade Católica de São Paulo.

## Carreira
Em  2014, Diane criou a plataforma NoBrasil, com o objetivo de fomentar a pesquisa e experimentação artística e curatorial. No ano de 2015, o projeto tornou-se um meio de promover produções independentes com raízes negras, como o AfroTransedence. Este programa de imersão busca elevar os processos criativos através da história, práticas ancestrais e a memória coletiva afro-brasileira. Um dos frutos desse projeto foi o curta-metragem Tiempo de Cura, que foi destaque em diversas mostras de cinema brasileiro.  Em 2016, NoBrasil fez colaboração com o Festival de Cinema Africano do Vale do Silício, na Califórnia, Estados Unidos, representando as contribuições afro-brasileiras no cinema.
Nos anos 2016 e 2017, Diane participou num fórum organizado pelo Itaú Cultural chamado Diálogos Ausentes. O objetivo deste projeto foi debater os papéis dos negros na arte contemporânea e na forma como suas identidades são representadas. O projeto viabilizou discussões entre artistas de diversas áreas, abordando temas como a invisibilidade afro-brasileira imposta pelas instituições atuais. Também foi lançada a exposição Diálogos Ausentes no Rio de Janeiro e em São Paulo, dando destaque ao trabalho curatorial de Diana Lima, juntamente com Rosana Paulino (1967). Nessa época, ela também criou o Programa A.Gentes, que oferecia educação sobre temas raciais aos funcionários do Itaú Cultural por meio de processos imersivos.
Em 2018, ela foi curadora do Valongo Festival Internacional da Imagem, onde organizou a exposição colaborativa “Não me aguarde na retina”, enfatizando “a importância da prática curatorial na perspectiva decolonial das mulheres negras”. O projeto Valongo tinha como objetivo tornar visíveis as ruínas esquecidas do Porto de Santos, em São Paulo. Ela também fez parte do Grupo de Críticos de Arte do Centro Cultural São Paulo, e foi jurada de várias premiações, como o Prêmio Bravo! de Cultura, Prêmio EDP Artes do Instituto Tomie Ohtake, e Artsonica do Oi Futuro. Colaborou para a Revista Bravo! e publicou um texto na Antologia de Histórias Afro-Atlânticas do MASP - Museu de Arte de São Paulo Assis Chateaubriand. Ainda neste ano, integrou o centro de criação Matadero Madrid, na Espanha, e também contribuiu com o programa de pesquisa curatorial da organização independente FelipeManuela.
Em 2019 participou numa colaboração entre Plataforma Plus do coreógrafo Mário Lopes (1980) com o projeto  AfroTransendence. A iniciativa, chamada PlusAfrot, foi realizada em Munique, na Alemanha, e buscou representar temas como colonialismo, despejo e escravidão por meios artísticos. O projeto também questionava como esses aspectos históricos influenciam a experiência contemporânea dos artistas negros e suas fontes de criatividade. O modelo do projeto foi colaborativo: criar uma obra em conjunto e que os artistas também participassem da formação do projeto.
Nos anos 2020 e  2021, ela foi parte da 3ª edição do Frestas – Trienal de Artes, descrito como “um programa contínuo que aproxima artistas locais de produções regionais e internacionais e estabelece um diálogo entre questões sociais próprias ao contexto brasileiro e reflexões da esfera global.” Essa edição do programa, chamado O Rio É uma Serpente, aconteceu em São Paulo e foi conduzida por meio de discussões, atividades e workshops online durante a pandemia da COVID-19. O resultado foi uma exposição presencial no ano de 2021, com curadoria de Diane, ao lado de Beatriz Lemos e Thiago de Paula Souza. Ela também contribuiu com a curadoria das exposições monográficas Vuadora, do artista Paulo Nazareth (Pivô, 2021) e Stella do Patrocínio: A História Que Fala (Museu Bispo do Rosário, 2021).
Em 27 de fevereiro de 2024, o livro "Negros na Piscina” foi publicado. Esse livro foi organizado por Diane, e inclui histórias de mais de trinta pessoas. Fala sobre práticas curatoriais no Brasil e como elas influenciam a visibilidade de diferentes grupos étnicos e raciais. A obra procura narrar a mudança que vem ocorrendo nos últimos 10 anos no que diz respeito ao debate sobre o racismo e as identidades afro-brasileiras.

## Trabalho Atual
Hoje, Diane atua como pesquisadora/curadora convidada da Curadoria Crítica e Estudos Decolinais do Museu de Arte Contemporânea da Universidade de São Paulo.

### Impacto Social
As contribuições artísticas e culturais de Diane foram exibidas em locais como o Museu de Arte Moderna de Nova Yorque, Universidade de Artes de Berna, HISK Bélgica, Universidade de Nova York,  Universidade da Pensilvânia, Matadero Madrid, Pérez Museu de Arte Miami, Instituto de Pesquisa Patricia Phelps de Cisneros, Museu de Arte Moderna do Rio de Janeiro (MAM Rio), Museu de Arte de São Paulo (MASP) e outros. Ela também aparece na série documental da Netflix Afronta! destacando pensadores e artistas afro-brasileiros.